# Casa Rognoni
La Casa Rognoni és un casa amb dos apartaments en un entorn de ciutat jardí a Sant Cugat del Vallès, a la comarca del Vallès Occidental, que forma part de l'Inventari del Patrimoni Arquitectònic de Catalunya. Glòria Rognoni, membre del grup teatral Els Joglars, i son germà van encarregar aquest projecte als arquitectes Òscar Tusquets i Lluís Clotet després de l'accident que li va causar una paraplegia.

## Descripció
Els arquitectes havien de tenir en compte tres limitacions en llur disseny: la discapacitat de Glòria Rognoni, la forma irregular de la parcel·la i les ordenances que obligaven a disposar el jardí a la part nord. La modernitat rau en l'ús que han fet de la geometria com a element racional per respondre de manera adequada a les condicions del solar.
L’habitatge agrupa els apartaments d'un germà i una germana, a més d’una zona comuna de recepció per als convidats. Té una planta de triangle irregular amb disposició escalonada en tres altures diferents: la corresponent al porxo i a les dues plantes superiors. Al primer pis hi ha la sala d'estar de grans dimensions i amb espai a doble altura. Els murs són llisos i arrebossats de color rosa amb obertures quadrades de marc encavalcat i per l'interior ordenades de manera informal. Es capta la llum per patis i claraboies. És tota coberta d’heura.